# Arcturus spinata
Arcturus spinata is een pissebed uit de familie Arcturidae. De wetenschappelijke naam van de soort is voor het eerst geldig gepubliceerd in 1983 door Menzies & Kruczynski.